# Caton (Lancashire)
Caton – wieś w Anglii, w Lancashire. W 2001 miejscowość liczyła 2427 mieszkańców. W 1961 roku civil parish liczyła 2048 mieszkańców. Caton jest wspomniana w Domesday Book (1086) jako Catun.